# Parque provincial Monte Robson
El parque provincial Monte Robson es una gran parque provincial en la Montañas Rocosas de Canadá con un área de 2757 km². El parque está localizado completamente dentro de la Columbia Británica, colindante con el parque nacional Jasper en la provincia de Alberta. Fue creado de forma legal en 1913, el mismo año en que fue ascendido por primera vez el monte Robson por un grupo liderado por Conrad Kain.
La primera pista turística fue construida en 1913 por el proveedor del parque nacional Jasper, Donald "Curly" Phillips, paralelo al río Robson hasta el lago Berg.
De mayo a septiembre, el centro de visitantes está abierto, al sur del mirador del monte Robson en la carretera Yellowhead. Los únicos servicios dentro del parque son una combinación de gasolinera y cafetería en el citado mirador.
Para llegar al parque, debe seguirse la carretera Yellowhead durante 390 km al oeste de Edmonton o 290 km al este Prince George.

## Lugar Patrimonio de la Humanidad

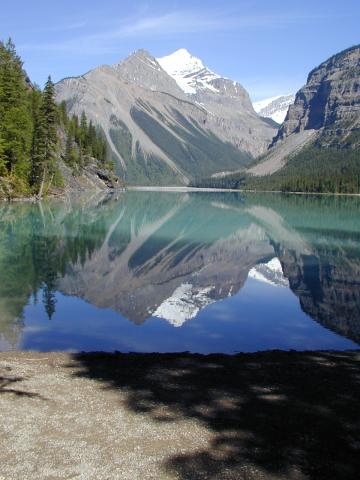
Lago Yellowhead

El Parque Provincial Monte Robson fue declarado por la Unesco como lugar Patrimonio de la Humanidad en 1990, en la extensión que hizo del conjunto de otros parques nacionales y provinciales que forman el Parque de las Montañas Rocosas Canadienses declarado Patrimonio de la Humanidad en 1984, por la inmensa zona de cumbres, glaciares, lagos, cascadas, cañones y grutas calcáreas que forman un paisaje montañoso espectacular. Aquí se encuentra el yacimiento fosilífero de Burgess Shale, famoso por los restos de animales marinos de cuerpo blando que contiene.